# Lee Shaffer
Lee Philip Shafer II (ur. 23 lutego 1939 w Chicago) – amerykański koszykarz, występujący na pozycji skrzydłowego, uczestnik meczu gwiazd NBA.
Karierę zakończył przedwcześnie z powodu kontuzji nogi.

## Osiągnięcia
Na podstawie, o ile nie zaznaczono inaczej.
NCAA
- Uczestnik turnieju NCAA (1959)
- Mistrz sezonu regularnego konferencji Atlantic Coast (ACC – 1959, 1960)
- Uczelniany Koszykarz Roku Konferencji Atlantic Coast NCAA (1960)[2]
- Zaliczony do:
  - I składu ACC (1960)
  - II składu:
    - All-American (1960)
    - ACC (1959)

  - Galerii Sław Sportu Północnej Karoliny (1993)
  - składu NCAA Silver Anniversary All-America (1985)

NBA
- Uczestnik meczu gwiazd NBA (1963)[3]